# 中國東方航空586號班機事故
中國東方航空586號班機是一班由上海飛往北京後再飛往洛杉磯的定期航班。1998年9月10日，一架麥道MD-11型客機執行此一航班時起落架發生故障。飛機起飞後折返虹橋國際機場緊急迫降，全機人員安全。 這是中國首宗民航飛機迫降事件。

## 事件經過
1998年9月10日下午7時38分，中國東方航空一架編號B-2173的麥道MD-11型客機搭載了137名乘客及機員，執行MU586號班機，從上海虹橋國際機場起飛前往北京首都國際機場，然後再飛往洛杉磯國際機場。
當飛機起飛後，機長倪介洋發覺飛機的前起落架指示燈未能由紅色轉為熄掉，表示不能收回，当飞机升到900米时，倪介洋按照检查单程序又做了一次收起落架动作，只见红色信号灯仍亮着。於是機長通知虹橋國際機場塔台，塔台同意飛機回航。同时通知正在机舱内忙碌的主任乘务长徐焕菊。當證實前起落架已经收回但放下起落架的液压系统似乎有故障后，機組人員欲在空中將前起落架降下，首先將飛機降下再爬升，之後再以小半徑側滑，但未能將前起落架降下來。经地面塔台同意，倪介祥嘗試在空中“甩放”。一套急上升、侧滑、大坡度盘旋动作做完了，但离心力作用并未能把前轮“甩放”下来。其後，機長指示一名機務赵永亮查看起落架的狀況，該名機務纏上繩子後冒險從前起落架舱门口探出身体，並用斧頭敲打起落架出現故障的地方，但未見鬆動。接著，機長用後起落架触地重飞，但仍然毫無反應，結果唯有迫降。
晚上10時10分，機場及飛機均開始進行迫降前的準備，機上的空服員呼籲乘客盡量移往機尾後方，飛機則於上空盤旋以消耗燃油，機場跑道亦噴上防火泡沫，減低起火的機會。下午11時7分，飛機在前端噴上防火泡沫的跑道上降落，機長首先讓後起落架先觸地，之後機頭在跑道上摩擦，並跟地面拖出一條火花，當滑行至380米後飛機最終停下。
飛機停下之後，乘客紛紛離開飛機，消防員就向飛機射水以防止起火，並協助乘客離開現場，有9人在離開飛機時因為逃生滑梯漏氣而跌傷。

## 其他資料
經過一個多月的調查後，有關當局表示故障是由於起落架的銷子品質不佳而斷裂，導致起落架控制失效。
10月30日上午，上海市人民政府和中国民航总局为東航召开了表彰大会，为B-2173机组人員庆功、晋级及授奖。
這是中國有史以來首宗民航飛機迫降事件，而且並沒有造成任何人喪生，結果於1999年被電影公司上海電影製片廠拍攝成電影，名為《緊急迫降》，屬於少數以飛機為題材的亞洲及華語電影之一。
同年11月2日，編號為B-2322的一架空中客車A300B4-605R執行由上海飛往大阪的中國東方航空515號班機在起飛後前起落架左輪脫落，飛機紧急迫降虹橋機場，所幸機上87名乘客和15名機組人員皆無傷亡。
MU586号班機后已改为洛杉矶至上海浦东国际机场的不經停航班，机型亦改为波音777-300ER。
B-2173客机於2000年被改裝為貨機，2005年起隸屬於中國貨運航空，2010年易手Sky Lease Cargo，註冊號亦改為N952AR。目前，这架飞机已于2017年10月在戴维斯-蒙森空军基地解体拆毁。

## 图册
转手于Sky Lease货运航空的N952AR。摄于2011年，迈亚密国际机场。

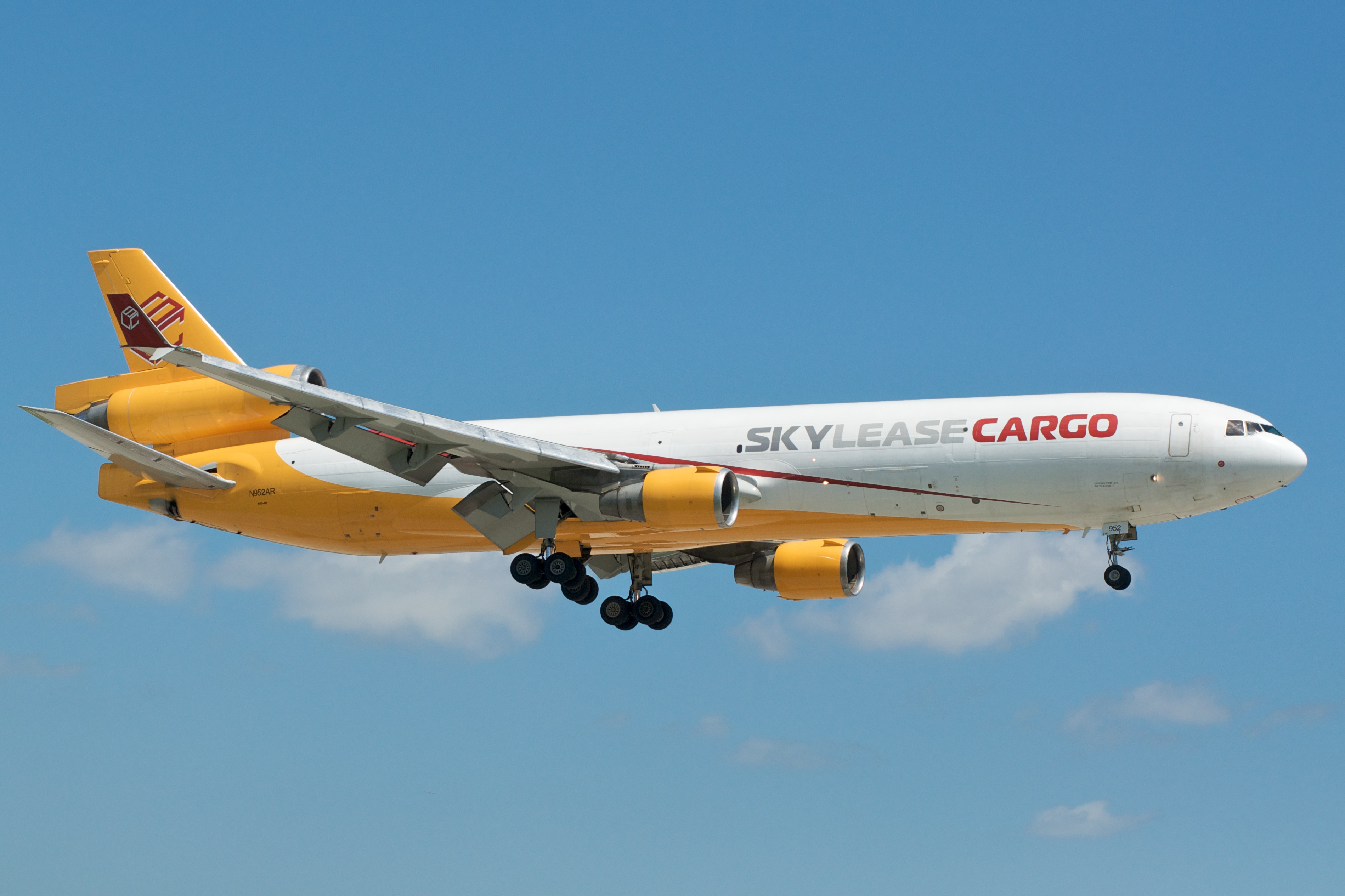
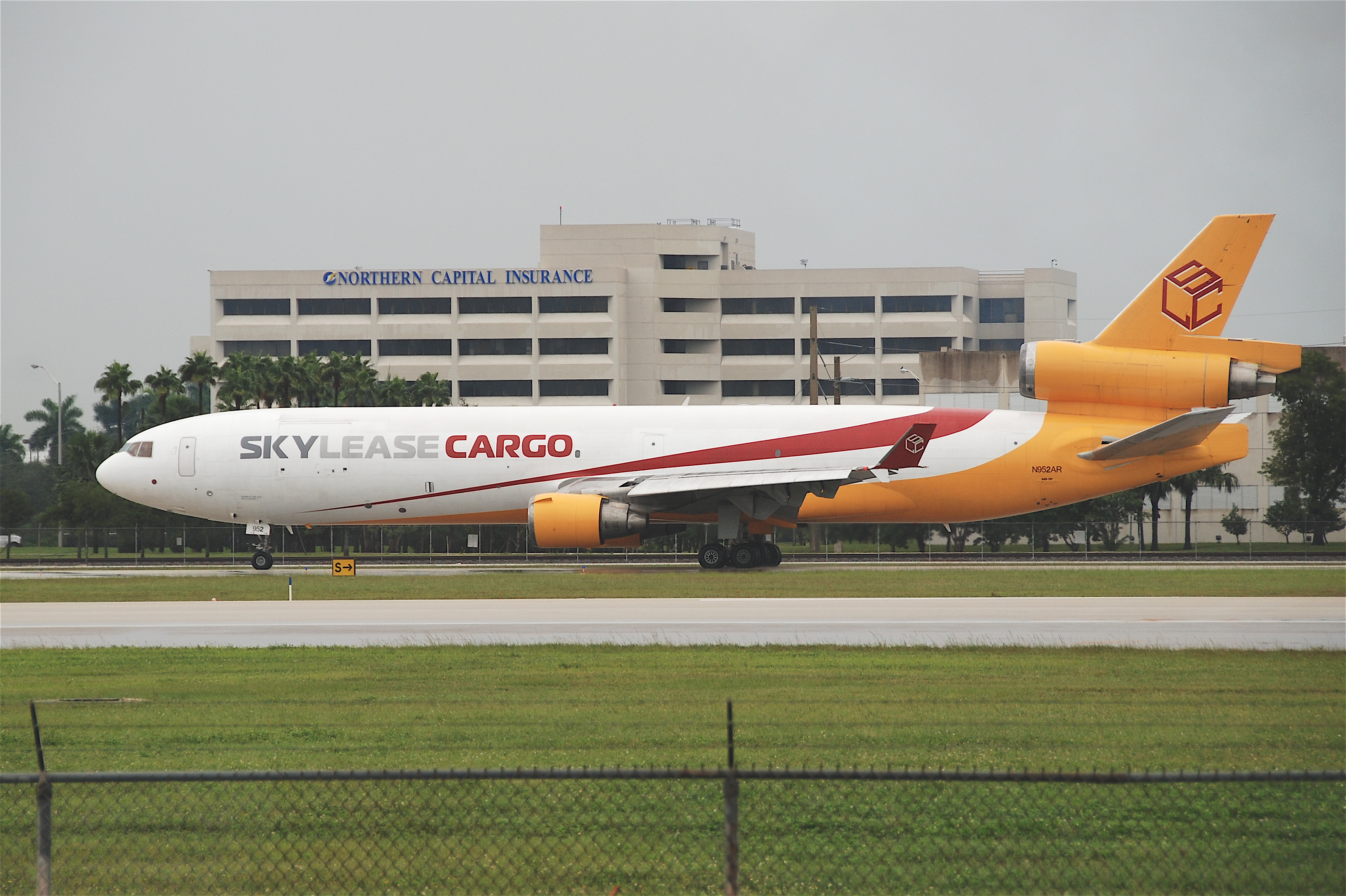
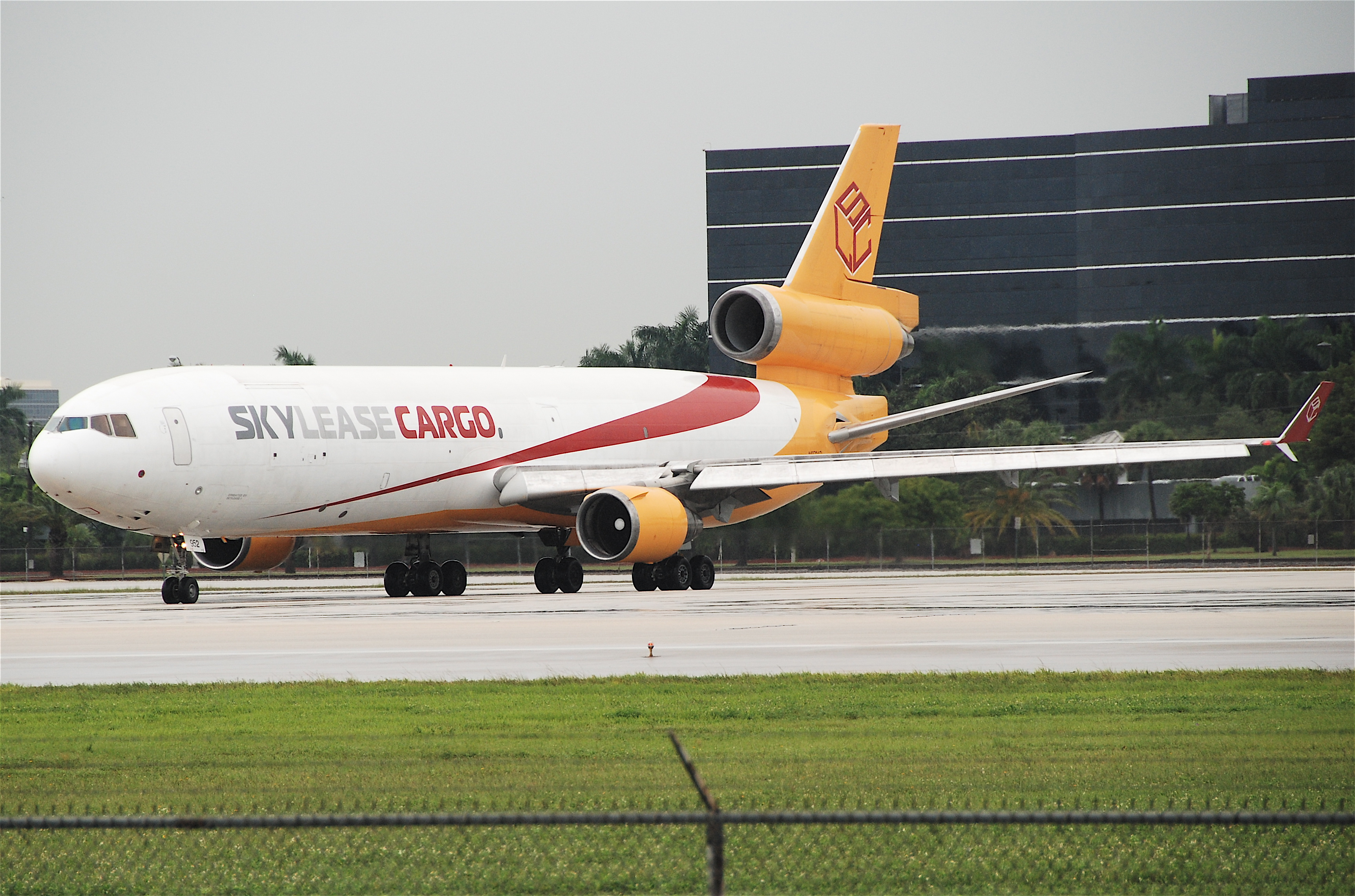
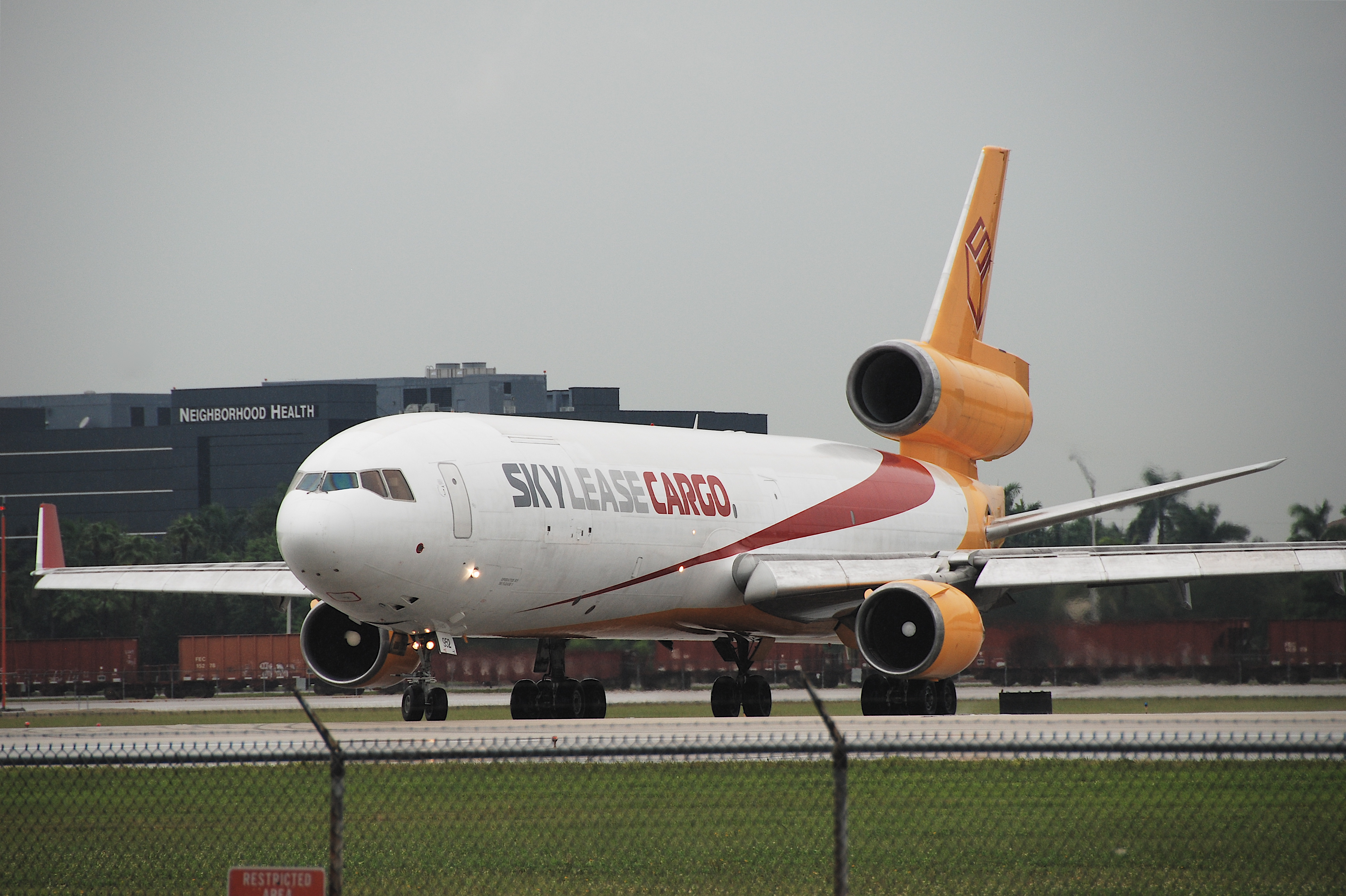
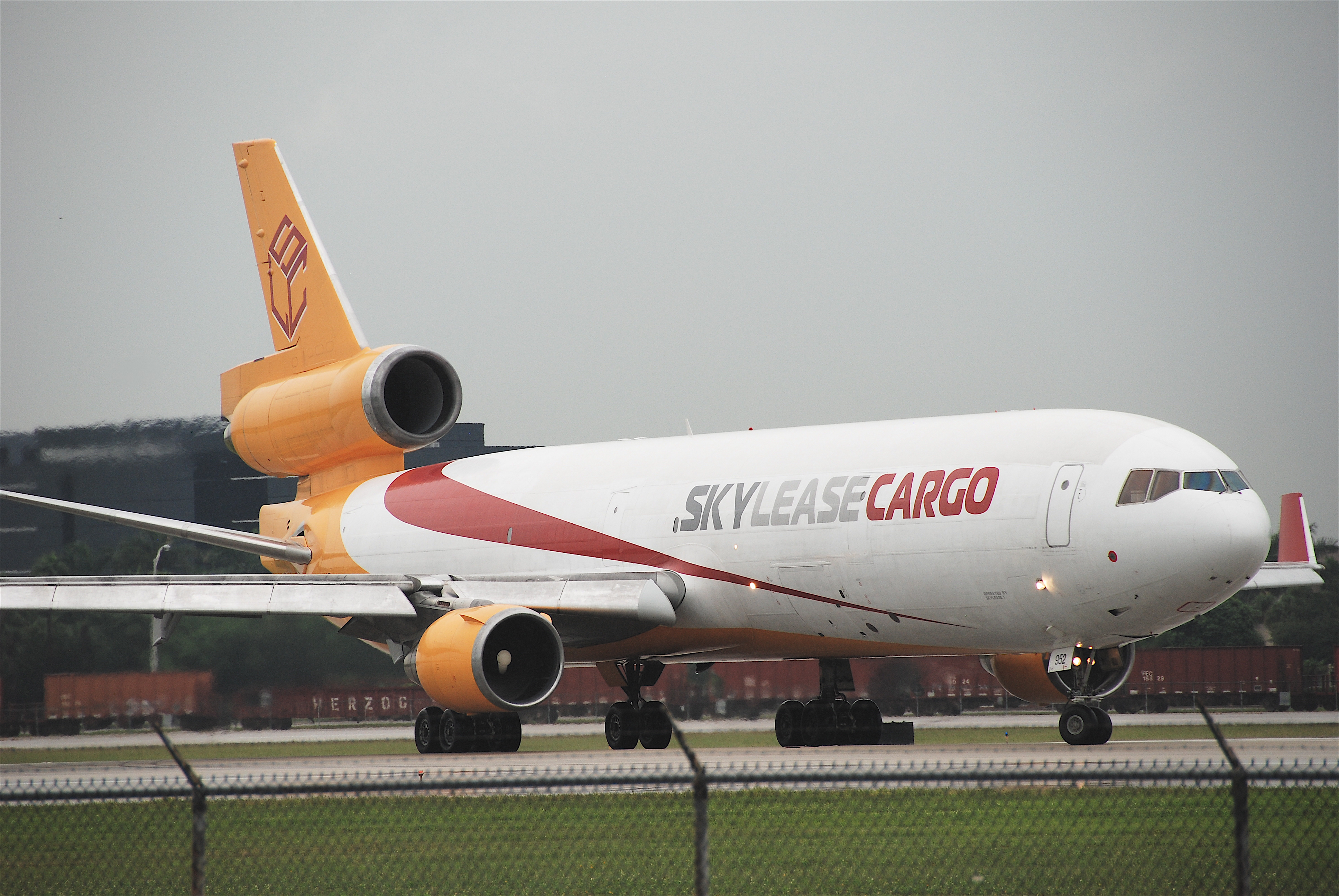
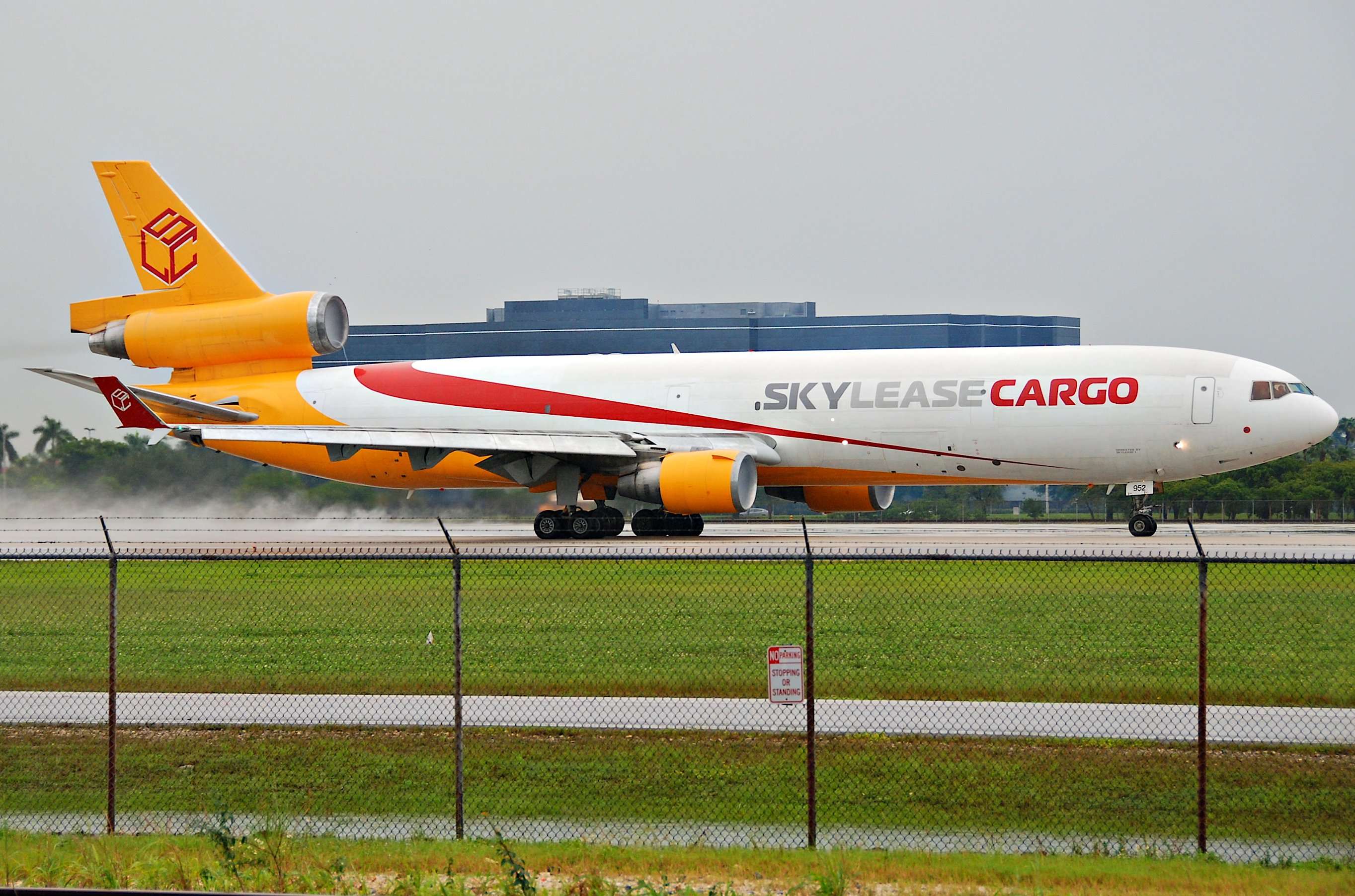

## 外部連結
- 一场严峻的空中考试———东方航空公司2173号机组成功迫降追记[永久]
- 东航客机迫降安全着陆
- 1998年9月19日晚东航飞机迫降